# Suprarealism

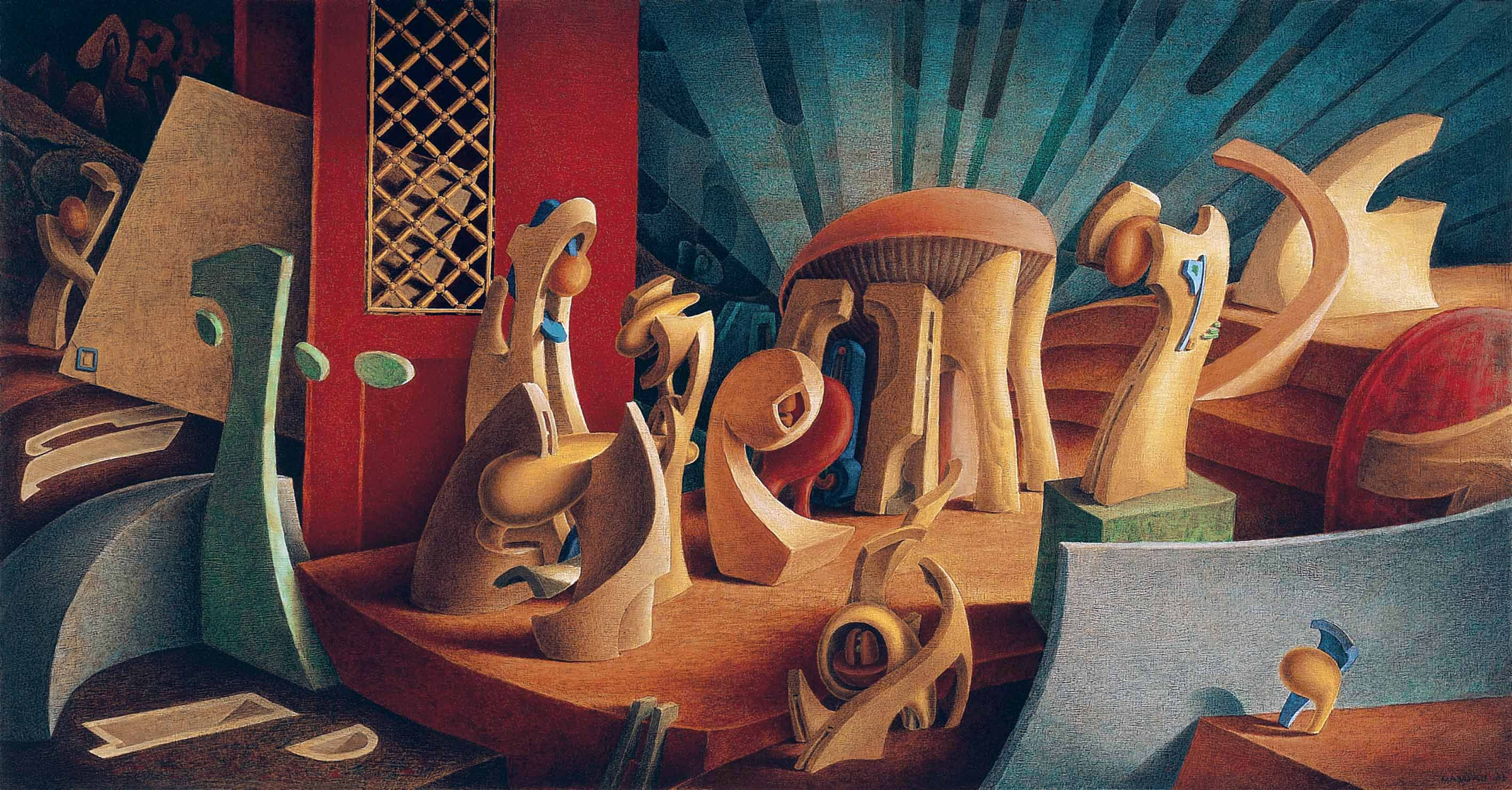
Didier Mazuru - Rebus au sortir d'un songe

Suprarealismul este un curent literar și artistic apărut în anii 1920, în Franța, și răspândit ulterior în toate țările lumii, care pune accentul pe activitatea spontană a imaginației și pe exploatarea zonelor de iraționalitate în creația artistică.
Suprarealismul este activ și astăzi, deși cu „turație sensibil redusă,” sub variile sale aspecte artistice.

## Suprarealismul în literatură

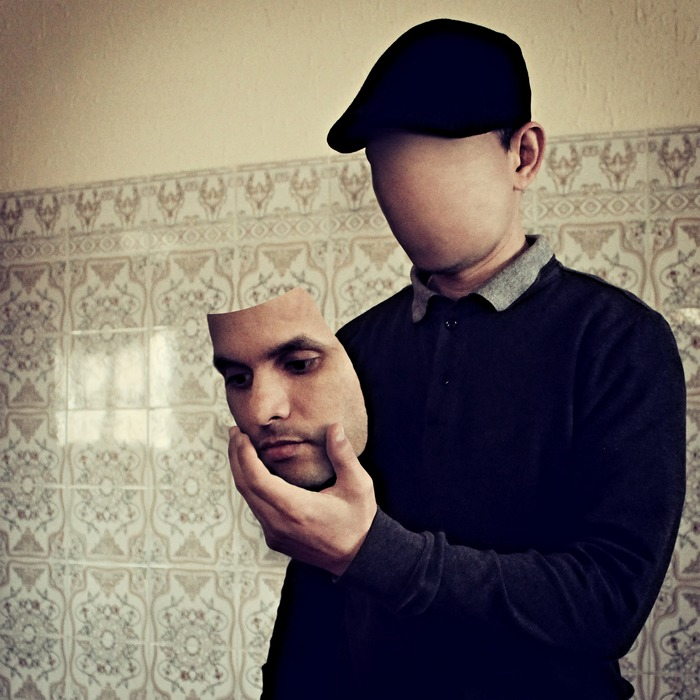
Fotografie de tip suprarealist de Achraf Baznani

Primul care a utilizat termenul într-o accepțiune legată de creația artistică a fost Guillaume Apollinaire în Les Mamelles de Tirésias, subintitulată Dramă suprarealistă (reprezentată în 1916).
Începuturile mișcării se leagă de grupul (nonconformist și de evident protest antiburghez) de la revista pariziană Littérature (1919) condusă de André Breton, Louis Aragon și Philippe Soupault, care – reclamându-se de la tutela artistică a lui Arthur Rimbaud, Lautréamont și Stephane Mallarmé – captează tot mai mult din îndrăzneala spiritului înnoitor și agresiv al dadaismului (mai ales după ce în 1919, acesta își mutase centrul de manifestare de la Zürich la Paris). De altfel, atât în Littérature (unde Breton publică, în colaborare cu Soupault, Câmpurile magnetice, primul text specific suprarealist), cât și în alte reviste, textele dadaiste alternează cu cele ale noii orientări, ce avea să se numească apoi suprarealism. Sunt două mișcări apropiate, având scriitori comuni, dar alianța nu va dura.
În 1922 se produce ruptura și, după doi ani de frământări, căutări și tensiuni polemice, se constituie „grupul suprarealist” format din André Breton, Louis Aragon, Philippe Soupault, Paul Éluard, Bernard Peret și alții. Relativ la geneza suprarealismului, deși unii cercetători autorizați (mai recent, M. Sanouillet) consideră că suprarealismul nu a fost altceva decât forma franceză a dadaismului, André Breton, dimpotrivă, a susținut totdeauna că este inexact și cronologic abuziv să se prezinte suprarealismul ca o mișcare ieșită din Dadaism.
În 1924, atot-prezentul André Breton a publicat primul său Manifest al suprarealismulu în care, fixând net anume repere ale mișcării – antitradiționalism, protest antiacademic, explorarea subconștientului, deplină libertate de expresie, înlăturarea activității de premeditare a spiritului în actul creației artistice etc. – o definește astfel: „Automatism psihic prin care își propune să exprime, fie verbal, fie în scris, fie în orice alt chip, funcționarea reală a gândirii, în absența oricărui control exercitat de rațiune, în afara oricărei preocupări estetice sau morale.” Suprarealismul susține că adevărul și arta se află „în realitatea superioară a anumitor forme de asociație,” bazate pe atotputernicia visului, pe „jocul dezinteresat al gândirii,” eliberate de constrângeri.
Mișcarea se extinde în medii artistice diverse (cuprinzând artiști plastici, cineaști etc.) și în mai toate țările Europei, dar cunoaște convulsii interioare care duc la noi separări din pricina vederilor social-politice.
Astfel se delimitează două direcții: cea anarhistă, cea „ortodoxă,” de la revista Révolution surréaliste a lui Breton (care, în manifestul cunoscut ca Legitimă apărare, respinge ideea „oricărui control, chiar marxist asupra experiențelor vieții interioare”) și cea „comunistă” reprezentată de revista Claire (director, Jean Berbier) spre care vor gravita, până la urmă, majoritatea suprarealiștilor cu excepția lui Breton (care aderă, în 1927, la Partidul Comunist Francez, dar vrea să păstreze o totală independență artistică).
Disensiunile politice survin și mai violent după 1929, când cazul Leon Trotzky produce noi scindări între suprarealiștii protestatari, așa-zis „staliniști” (Louis Aragon, Paul Éluard, Pablo Picasso, P. Naville, George Sadoul și alții) și cei trotzkyști, susținuți de Breton, sau cei reprezentând un crez exclusiv artistic (Roger Desnos, G. Ribemont-Dessaignes, Antonin Artaud, Roger Vitrac, etc.).
În  1929, la data de 15 decembrie, Breton publică Al doilea manifest al suprarealismului, în care încerca să stabilească incidența dialectică între vis și acțiunea socială, între activitatea poetică, psihanaliză și actul revoluționar, iar în 1933 se rupe total de comunism considerându-se reprezentantul autentic al „suprarealismului pur” (la care vor adera, între alții, René Char, Luis Buñuel, Salvador Dalí).
În 1938 Breton a plecat în Mexic, unde fundează împreună cu Leon Trotzky „Federația internațională a artei independente” și, alături de acesta și de Diego Riviera, publică al treilea Manifest al suprarealismului (care, în realitate, a fost redactat de Trotzky). În timpul celui de-al doilea război mondial și al ocupației Franței, Breton este în Statele Unite, De altfel, va fi și acuzat de dezertare de către suprarealiștii din patrie, care participă activ la Rezistență.
Breton se întoarce în Franța în 1946, încercând să reînvie un nou grup suprarealist, dar fără rezultate notabile. Se poate aprecia că o dată cu al doilea război mondial suprarealismul, chiar dacă a supraviețuit în unele forme și aspecte epigonice, nu a mai constituit o mișcare cum fusese în perioada interbelică. Experiența suprarealismului – din care Breton a făcut o adevărată cruciadă pentru „recuperarea totală a forței noastre psihice” – depășea literatura și urmărea, în fond o modificare a sentimentului vieții, prin negarea distincției dintre existent, virtual, potențial și neexistent și printr-o abandonare totală față de „automatismul psihic pur,” singurul capabil să determine acest punct al spiritului în care viața și moartea, realul și imaginarul, comunicabilul și necomunicabilul, înaltul și adâncul, încetează de a mai fi simțite în chip contradictoriu.
În condițiile unei violente (până la scandal) polemici anticonvenționaliste, dorindu-se realizarea climatului libertății absolute, se caută faptul psihic nud și elementar(în lumea subconștientului, a experiențelor onirice, a mecanismelor sufletești iraționale transmise direct, fără intervenția cenzurii logice), considerându-se ca fiind unica modalitate revelatoare a veritabilei noastre esențe și potențialități. Proclamata revoluție supranaturalistă pentru "eliberarea eului" era, adesea, un anarhism destructiv, ce a evoluat spre o frondă îndreptată împotriva structurilor logice a căror alterare și abolire devine programatică și este urmărită atât prin exaltarea psihanalizei(cultivarea lumii tulburi a complexelor, a proiecțiilor onirice, a halucinațiilor), cât și pe alte căi, de la hipnoză și delir până la drogare și patologie declarată (demență, paranoia etc.). Suprarealismul a lăsat vizibile amprente și în alte literaturi din perioada interbelică.
Un aspect specific l-a luat în Spania (unde imagismul debordant este o tendință constantă a spiritului spaniol, înclinat spre o deformare a datelor reale, împinse adesea în planul metamorfozelor onirice). În poezie a fost prezent, cu accente diferite, în experiența scriitorilor "generației din 27", ca și alți poeți (Juan Larrea, Rafael Alberti, chiar Garcia Lorca, Vicente Aleixandre, Damaso Alonso, Manuel Altolaguirre, Emilio Prados, Pablo Salinas).
În Italia, unde nu a cunoscut o prea mare dezvoltare - cu toată străduința lui Curzio Malaparte și a revistei Prospective de a-l aclimatiza și propaga) - suprarealismul e vizibil, parțial măcar, în opera lui Massimo Bontempelli, în poezia lui Antonio Palazzeschi, Alfonso Gatto, Salvatore Quasimodo ș.a.
La fel în Anglia, unde cel mai de seamă reprezentant este David Gascoyne și grupul lui din jurul revistei New Verse. Forme și nuanțări particulare a luat în SUA unde și-a prelungit ecourile, sporadic, și după al doilea război mondial.
Pe lângă inevitabilele excese anarhiste, suprarealismul "a exaltat o literatură–poezie"(G. Picon), o fluiditate lirică, o libertate asociativă, o dinamizare a metaforei, un gest al aventurii spirituale, care au lărgit și au adâncit sensibilitatea poetică a contemporaneității.

### Suprarealismul în România
În România, suprarealismul a fost teoretizat și practicat de revistele Alge și urmuz. Suprarealismul urmărea prin programul său pătrunderea artei în planul subconstientului, al visului, al delirului în care spațiile umane scapă de controlul conștiinței. Generația a doua a suprarealiștilor români D.Trost și Gherasim Luca scriu și publică diverse manifeste, astfel încât curentul, care-și consumase in anii treizeci vigoarea la Paris, în 1947 își mută capitala la București. Cel mai de seamă poet suprearealist român rămâne totuși Gellu Naum, supranumit ultimul mare poet suprarealist european.

## Suprarealismul în artele plastice

### Pictură
Suprarealismul în pictură. Fondatorii suprarealismului au fost poeții. Termenul "Surréalisme" a luat naștere în anul 1917, când poetul Guillaume Apollinaire, înainte de a da la tipar piesa de teatru "Sânii lui Tyresias", îi schimbă subtitlul în ultima clipă din "dramă supranaturalistă" în "dramă suprarealistă". Scriitorul André Breton preia acest termen și-l folosește într-un articol intitulat "Pentru Dada" (1920), pentru ca în 1922 să publice "Manifestul suprarealismului". Prin urmare, totul a început de la literatură, abia apoi suprarealismul îi va atrage pe artiștii care practică alte arte, pentru ca, în cele din urmă, să se schimbe percepția asupra lumii care devine "albastră ca o portocală" (Paul Eluard).
În anul 1916, de la fereastra autobuzului în care se află, André Breton zărește la expoziția organizată de o galerie de pe rue Boétier tabloul Creier de copil. Pânza al cărei autor este Giorgio De Chirico îl fascinează. După război Breton îi va cunoaște pe Picabia, Duchamp, Max Ernst, cumpără tablouri și își formează o bogată colecție. În anul 1924, adresează o întrebare fundamentală: "Este, oare, posibilă o pictură suprarealistă?" La această  întrebare va răspunde - fiecare în stil propriu - Max Ernst, Joan Miró, André Masson, Yves Tanguy, Salvador Dalí, René Magritte și Paul Delvaux.
Aceste personalități sunt întregite de alți artiști la fel de talentați, deși mai puțin cunoscuți, cum ar fi artista americană Kay Sage sau românul Victor Brauner.
Suprarealiștii își expun lucrările în timpul unor expoziții ce vor deveni un loc și o ocazie potrivite pentru orice fel de provocare care marchează caracterul revoluționar al mișcării. "Când se spune despre suprarealiști că sunt pictori ai schimbării veșnice - explică în anul 1934 Max Ernst - nu trebuie să ne așteptăm de la ei să-și copieze pe pânză visele nocturne (nu ar fi decât un naturalism naiv și descriptiv), și nici ca fiecare dintre ei să creeze din elementele viselor lor propriul univers restrâns în care să se simtă bine sau să dea frâu liber agresiunii lor (aceasta ar fi o evadare în afara timpului).
Ba dimpotrivă înseamnă că fiecare are deplina libertate să se miște cu îndrăzneală și absolută dezinvoltură într-o zonă care se află la granița dintre lumea interioară și cea exterioară care, deși nu este foarte precisă, posedă o deplină realitate (suprarealitate!) fizică și psihică."
Operele pictorilor suprarealiști sunt mărturie a căutărilor unor terenuri virgine, a unei lumi niciodată reprezentate până atunci, pe care suprarealismul dorește să o descopere prin revoluția mentală ai cărei moștenitori mai suntem încă și astăzi.
Pictorii expresioniști abstracți americani, Jackson Pollock, Mark Rothko și Arshile Gorky s-au inspirat enorm din suprarealism. Ideile suprarealiste se regăsesc totodată în operele sculptorilor Louise Bourgeois și Alberto Giacometti.

#### Citate
- "Suprarealismul este credința în realitatea superioară a unor forme de asociere până atunci disprețuite, în omnipotența visului, în jocul dezinteresat al gândirii." (André Breton, 1924)
- "Ce ar fi putut să-mi placă dacă nu enigmele?" (Giorgio De Chirico, 1912)
- "Nu eu sunt bufonul, ci societatea monstruos de cinică și naiv de inconștientă care pretinde că este serioasă numai pentru a-și ascunde mai bine nebunia. Eu, în schimb - nu sunt nebun." (Salvador Dalí)
- "Un tablou ar trebui să fie fertil. Din el ar trebui să se nască lumea. Nu are importanță dacă vedem în el flori, oameni sau cai pentru a descoperi această lume, adică ceva viu." (Joan Miró, 1959)
- "Vreau să pictez numai tablouri care evocă mister cu același farmec și precizie specifice vieții spirituale." (René Magritte)

#### Dintre principalii pictori suprarealiști se menționează
- Victor Brauner (1903-1966)
- Salvador Dalí (1904-1989)
- Giorgio de Chirico (1888-1978)
- Paul Delvaux (1897-1994)
- Max Ernst (1891-1976)
- René Magritte (1898-1967)
- Joan Miró (1893-1983)
- Yves Tanguy (1900-1955)

### Suprarealismul în sculptură
- Alberto Giacometti (1901-1966)
- Henry Moore (1898-1986)

## Suprarealismul și politica internațională
Suprarealismul ca forță politică s-a dezvoltat inegal în întreaga lume, în unele state s-a pus mai mult accentul pe practicile artistice, în altele pe practicile politice, iar în alte locuri, practica suprarealismului părea să înlocuiască atât arta, cât și politica. În anii 1930, ideea suprarealismului s-a răspândit din Europa în America de Nord, America de Sud (înființarea grupului Mandrágora din Chile în 1938), America Centrală, Caraibe și Asia, atât ca idee artistică, cât și ca ideologie a schimbării politice.

## Galerie

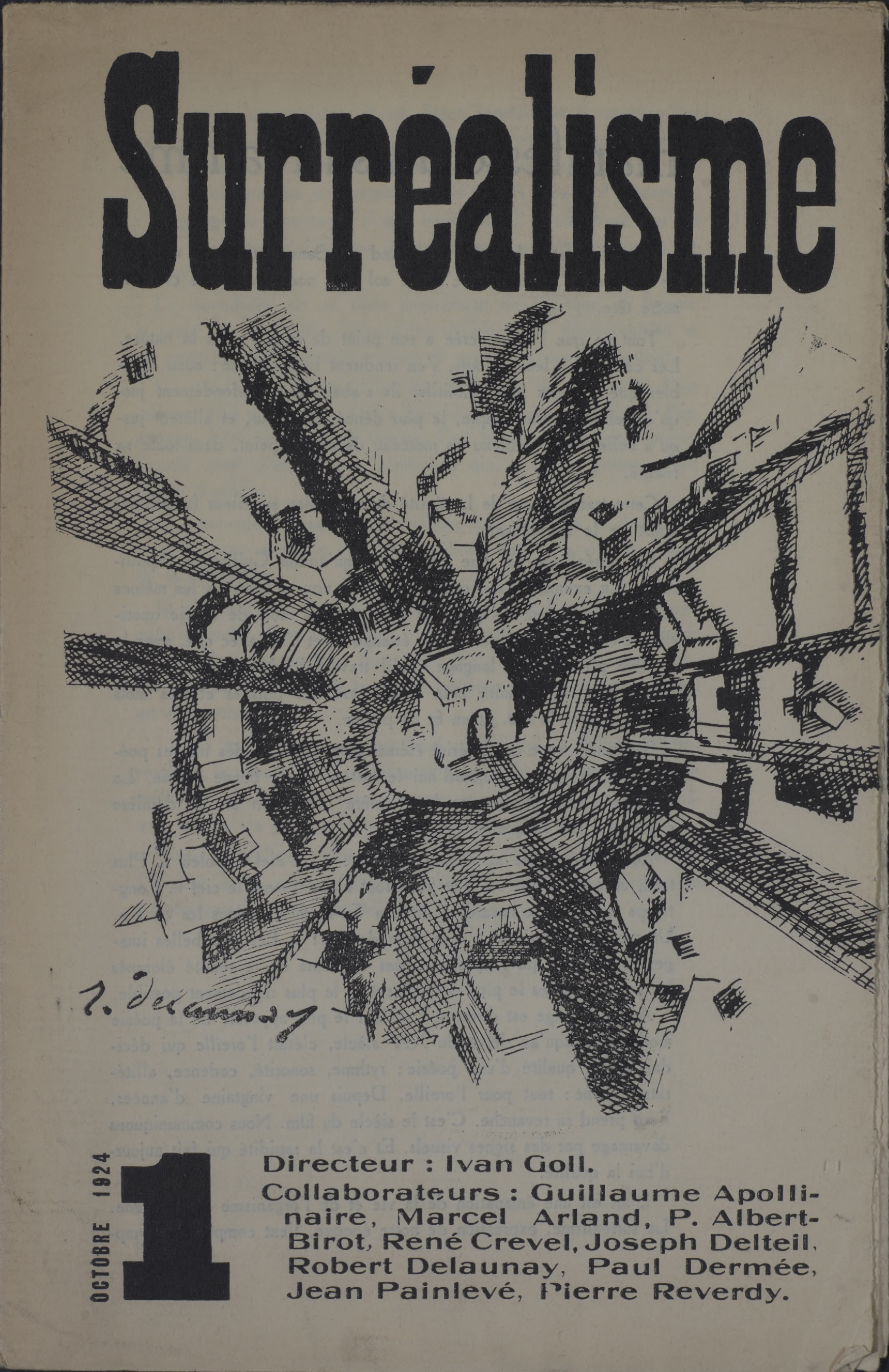
Revista Surréalisme, Manifeste du surréalisme a lui Yvan Goll din 1 octombrie 1924, coperta Robert Delaunay
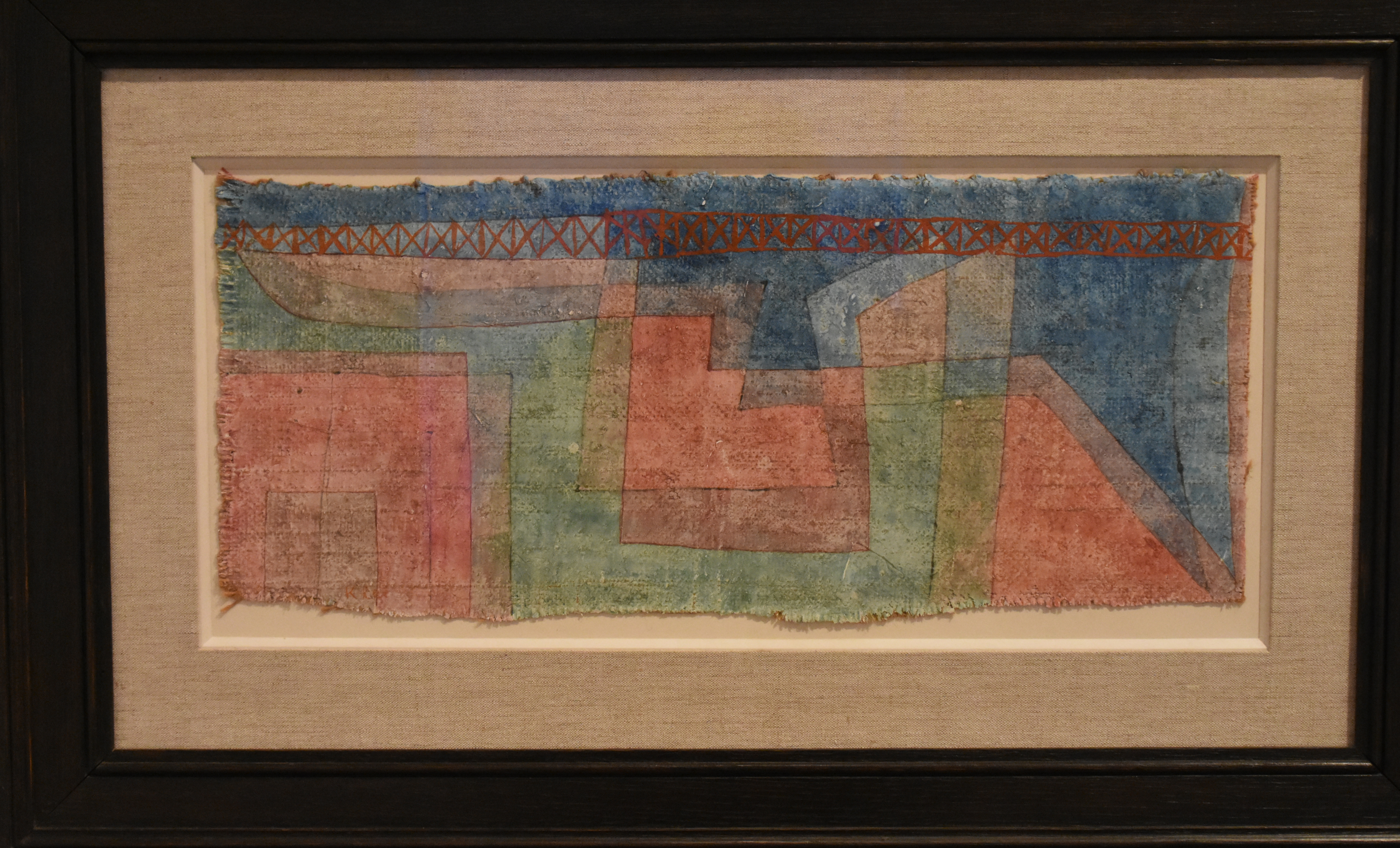
Viaduct de Paul Klee, 1935
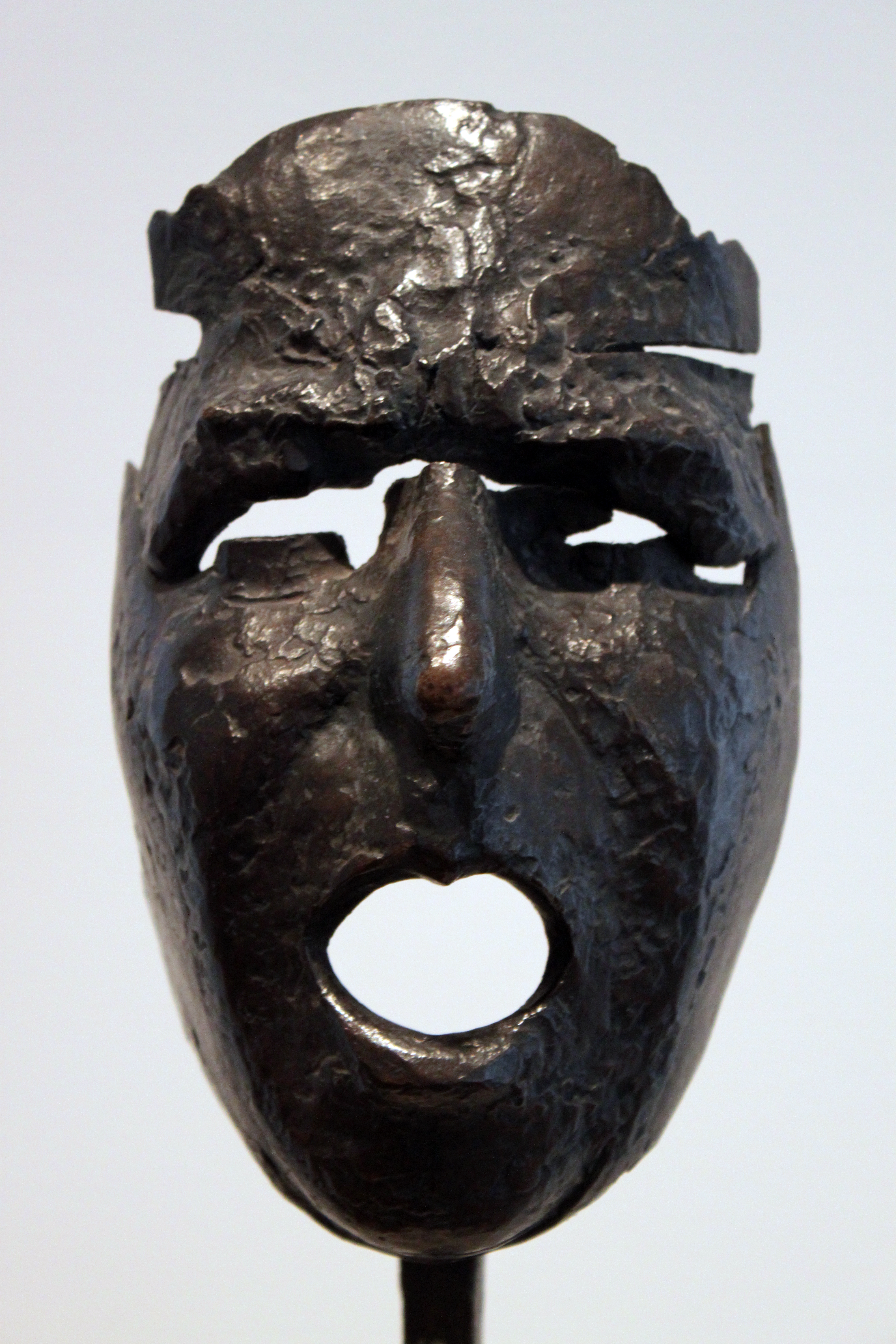
Montserrat Crying de Julio González (1876–1942),	1938
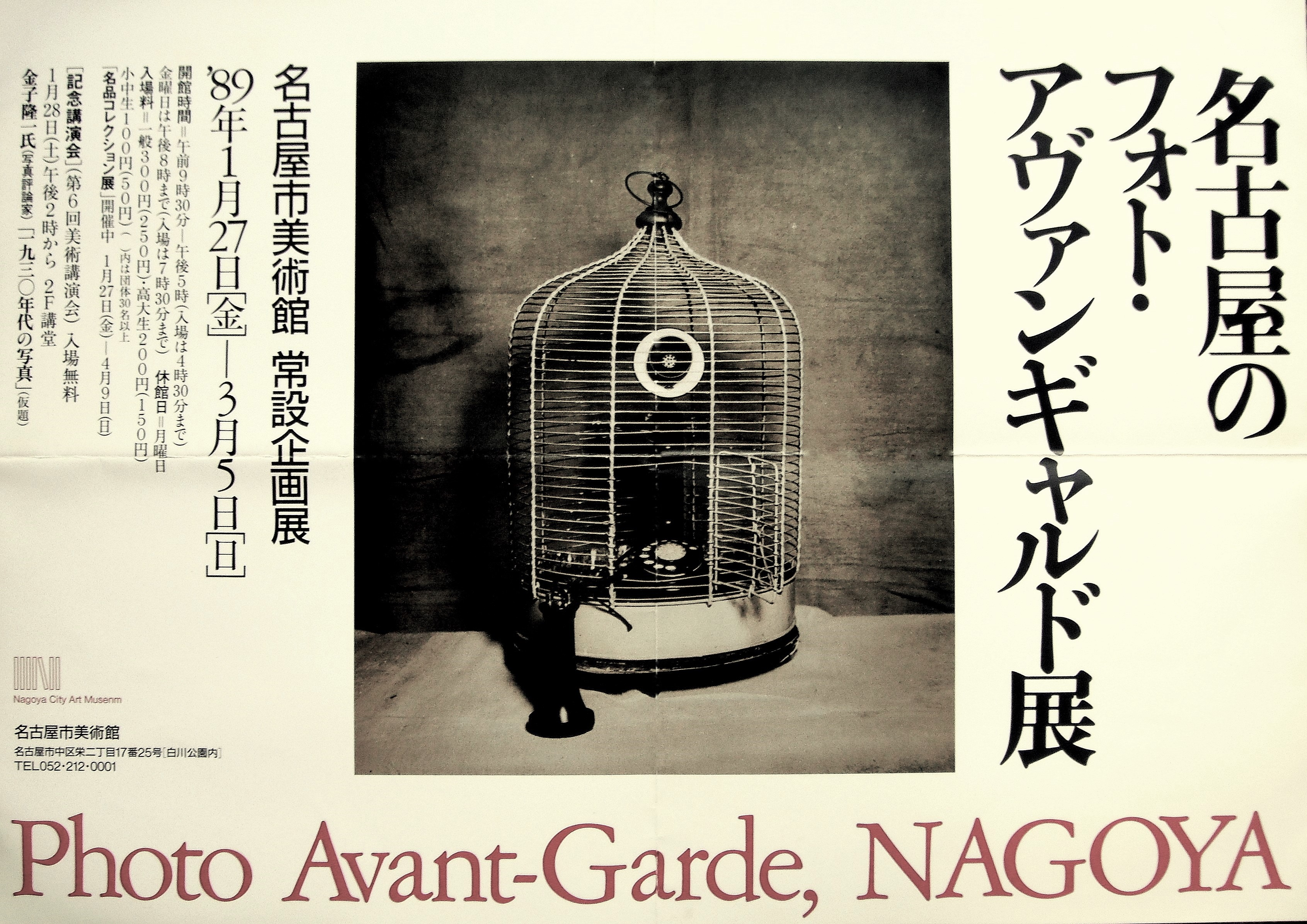
Buddhist Temple's Birdcage, Avantgarda foto, Nagoya, 1940
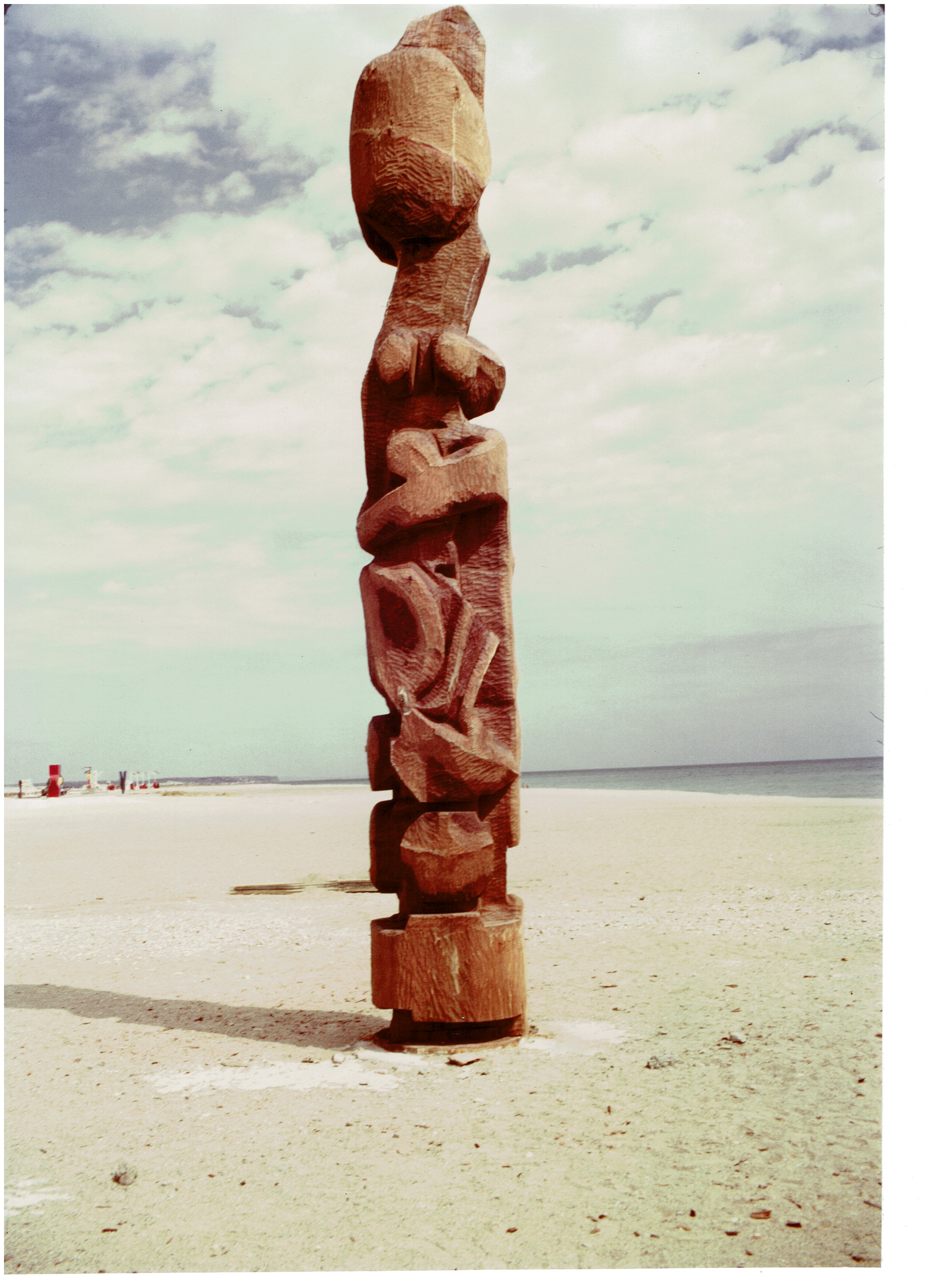
Totem (înalt de 7 metri) de Pierre Moreels, Port Barcares, 1963
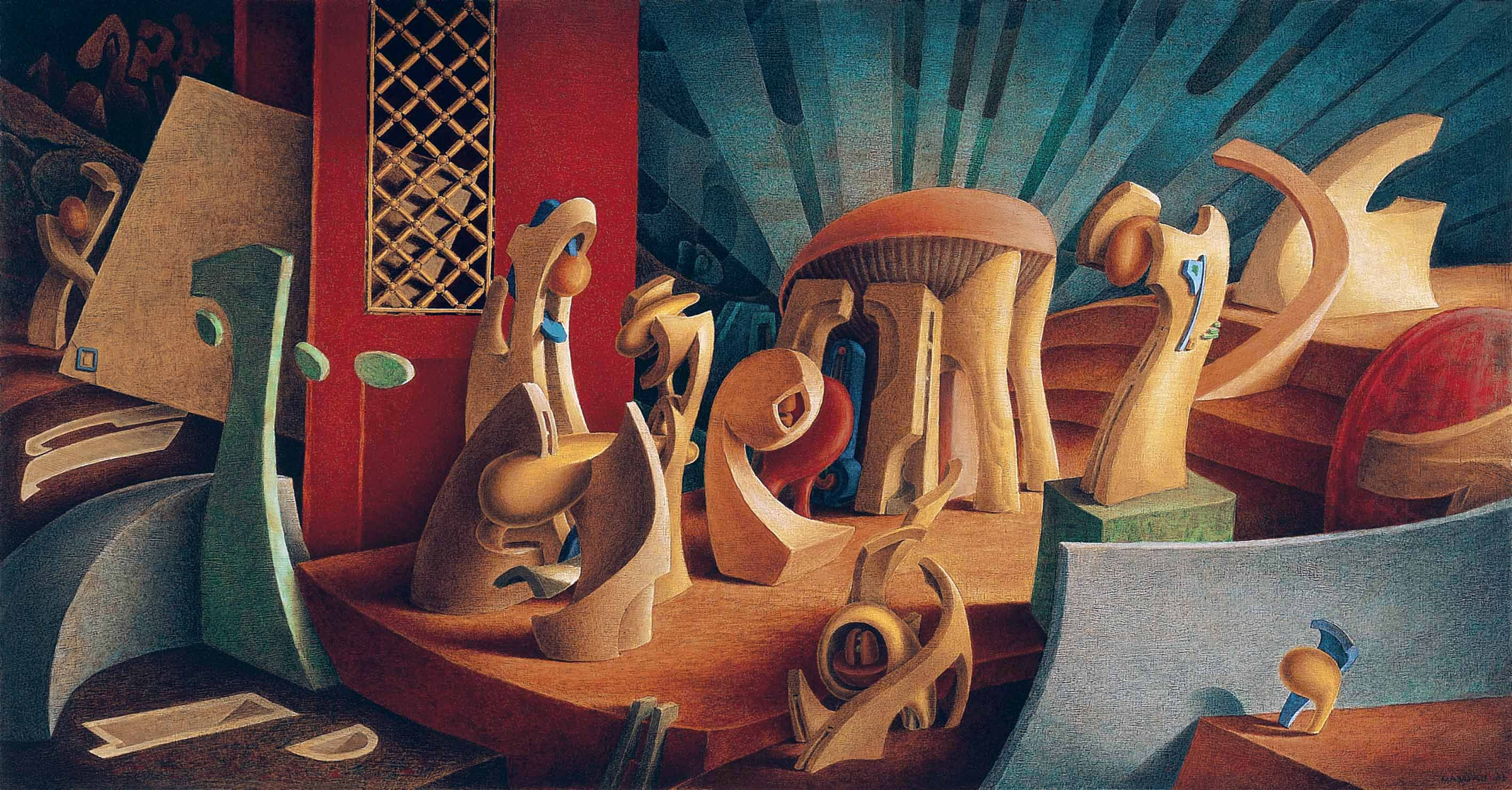
Rebus au sortir d'un songe de Didier Mazuru, 1983
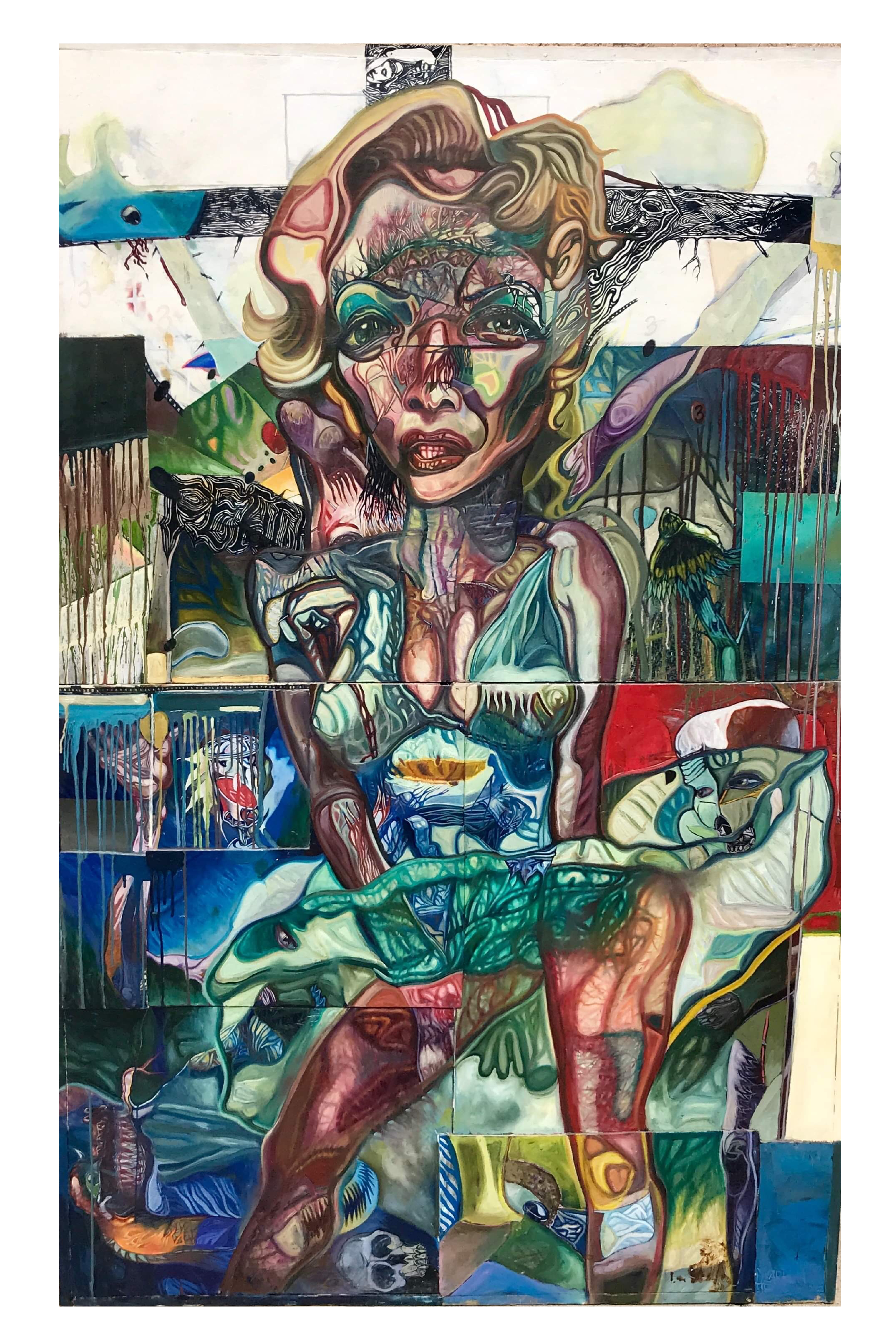
Warren Heard - 1989
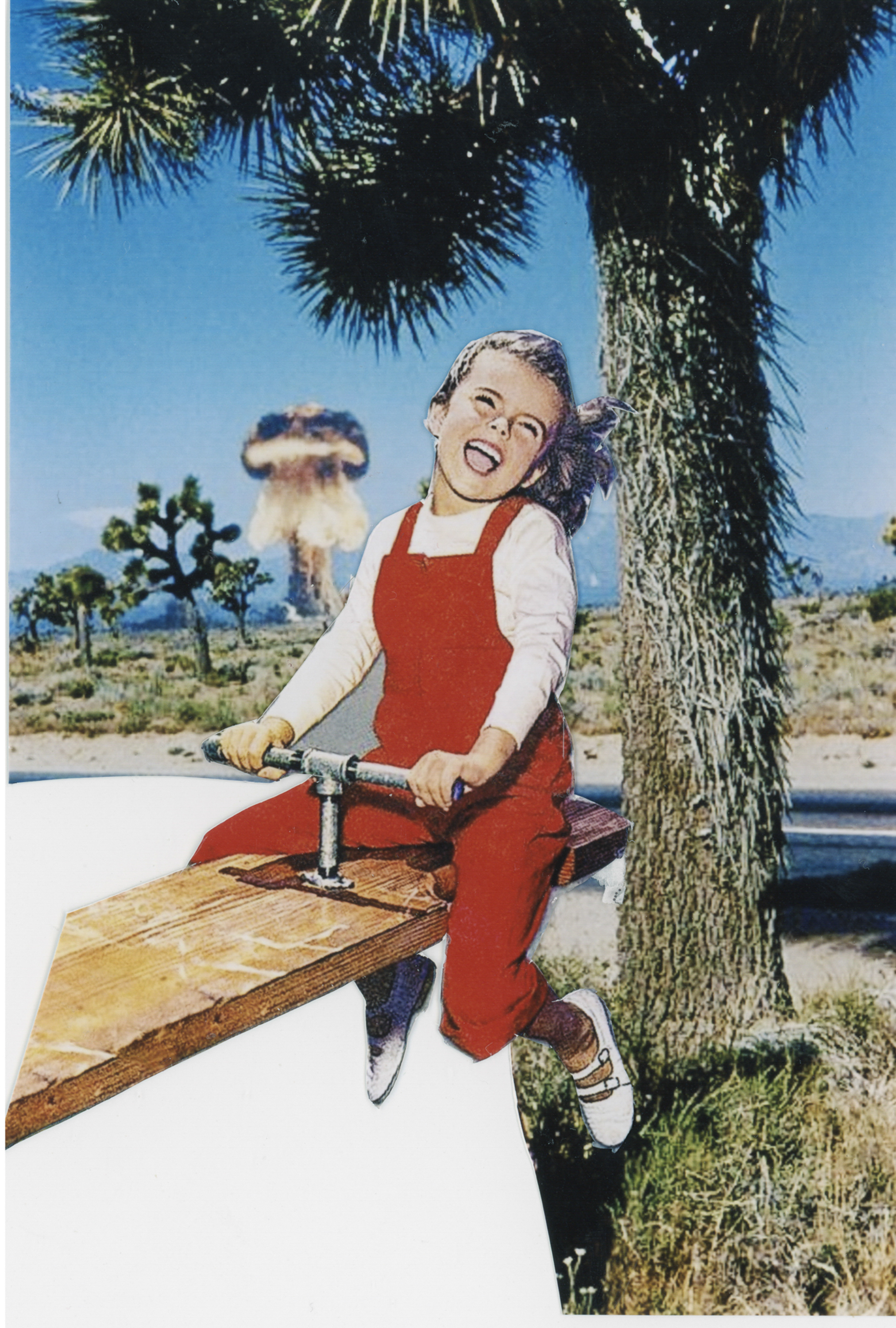
Wee Are All Gonna Die de Heydt
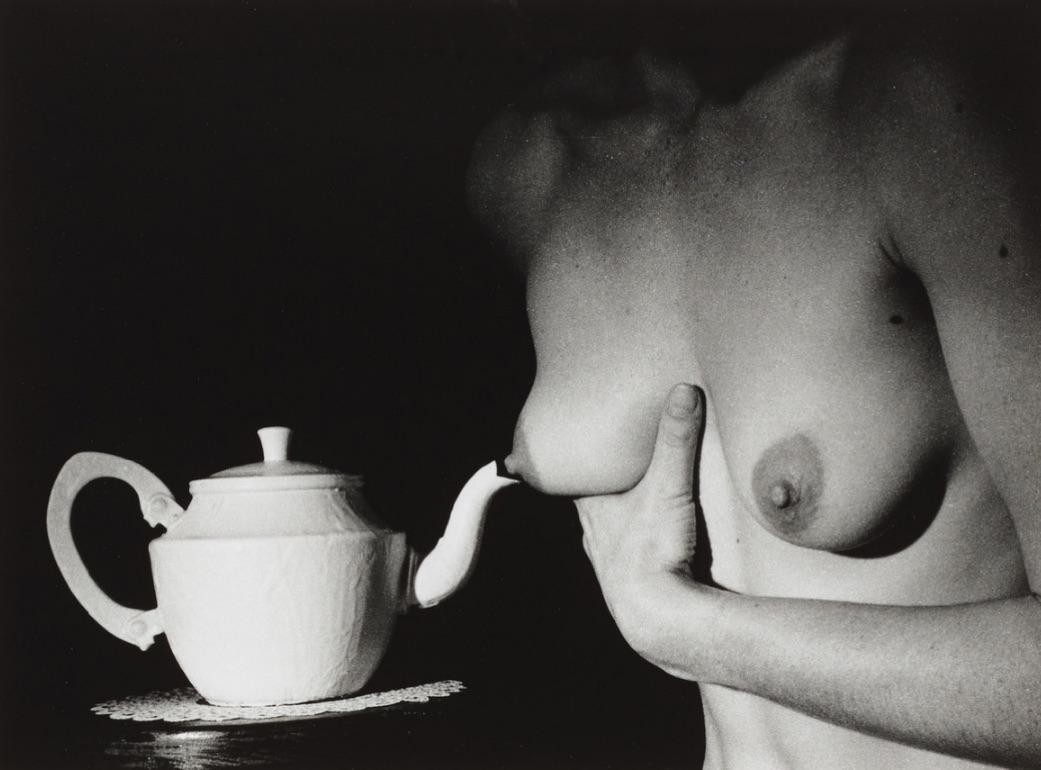
Le Bouts-Rimes de Marcel Mariën, 1985
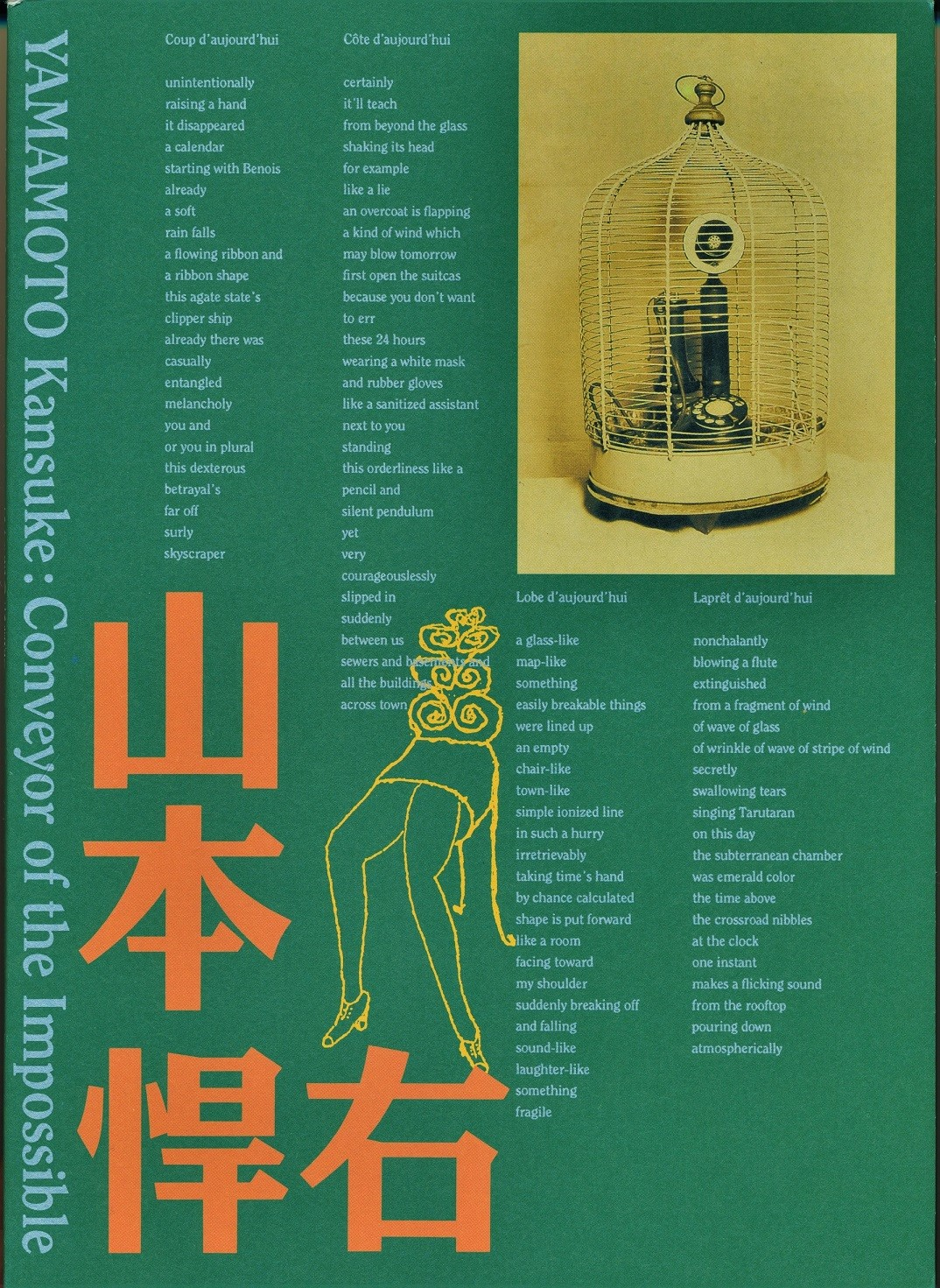
Expoziție personală' a artistului Yamamoto Kansuke, Tokio, 2001
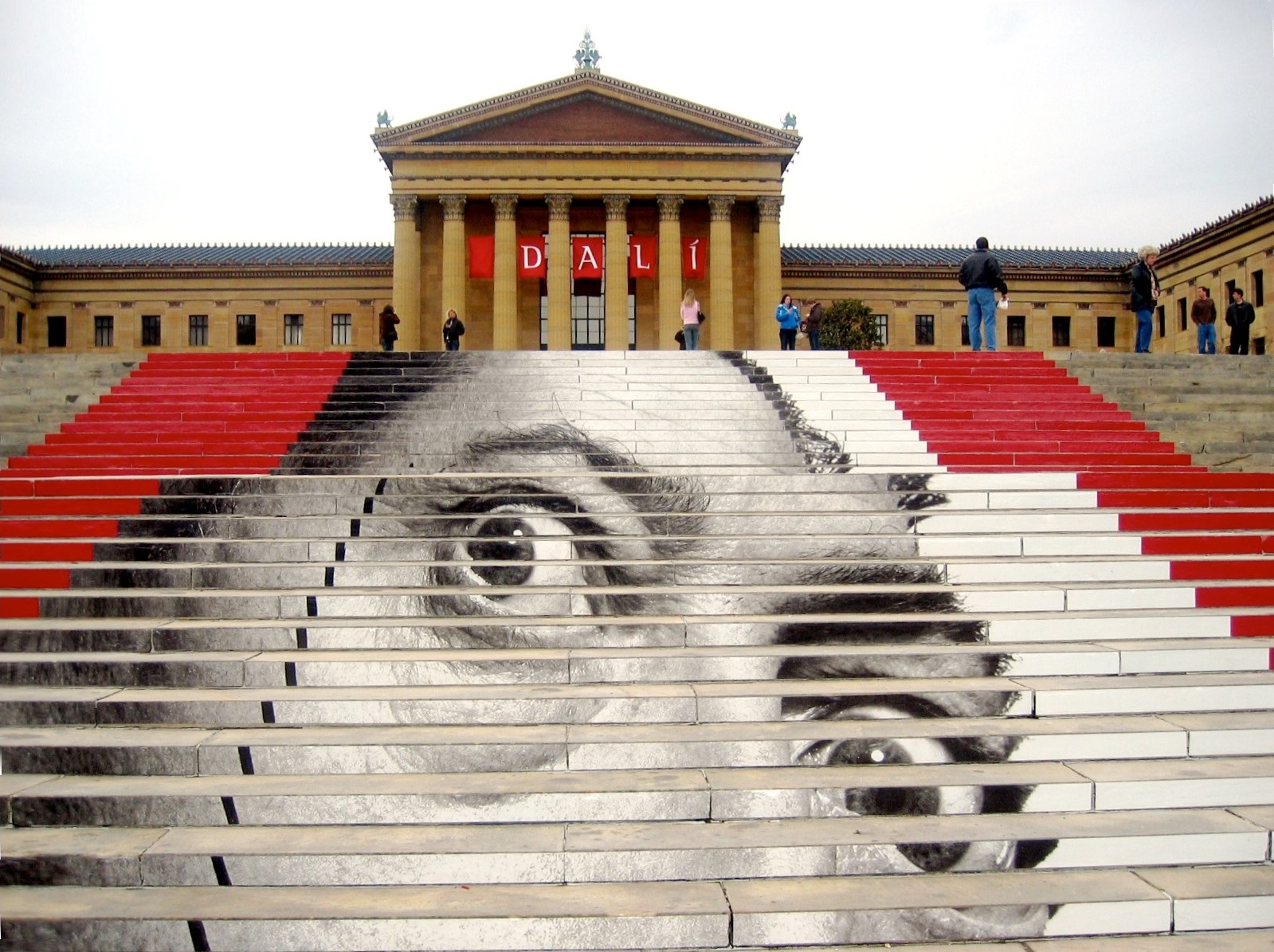
Dali pe trepte de Scott Rettberg, 2001
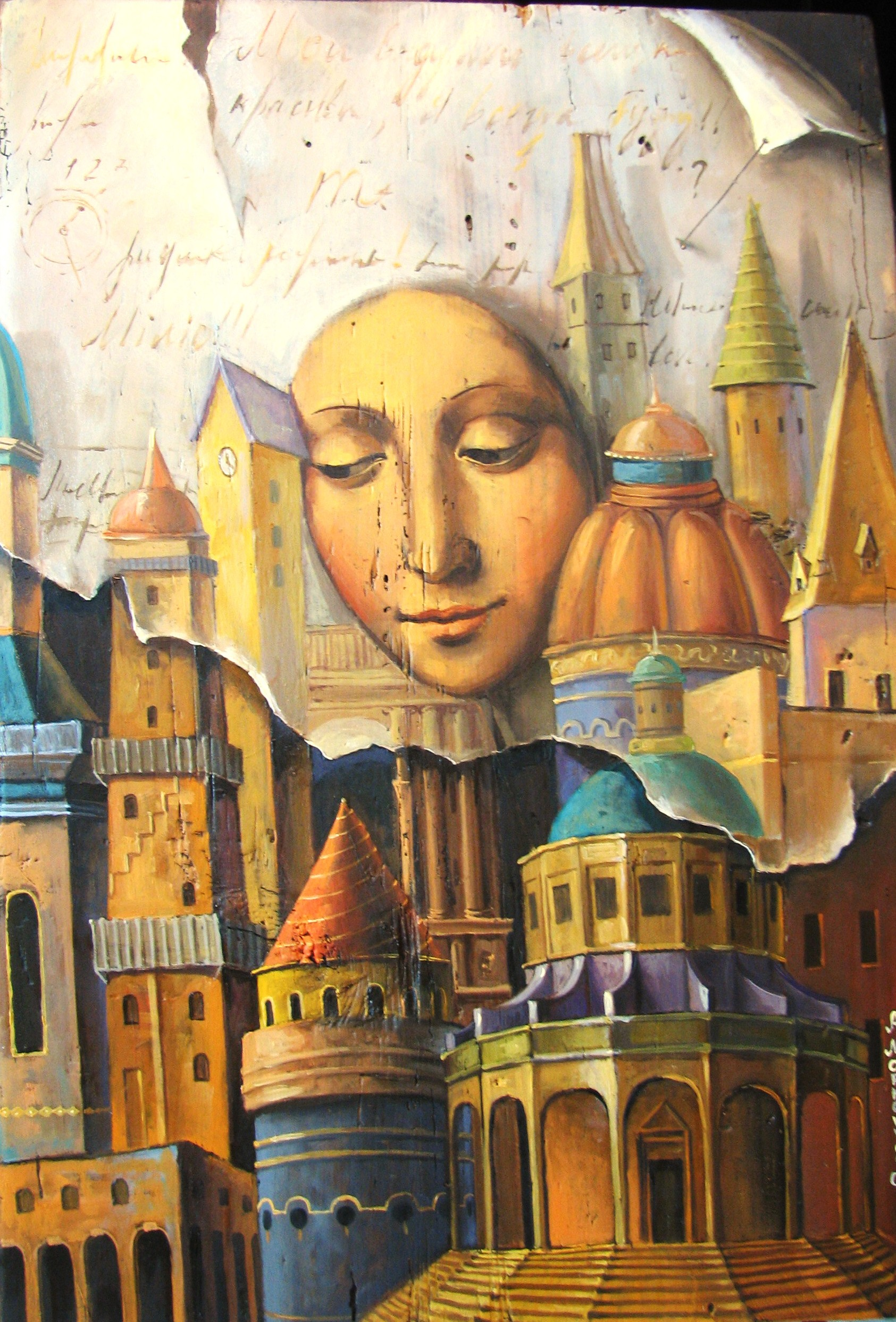
Through the Centuries de Anastasiya Markovich, 2006
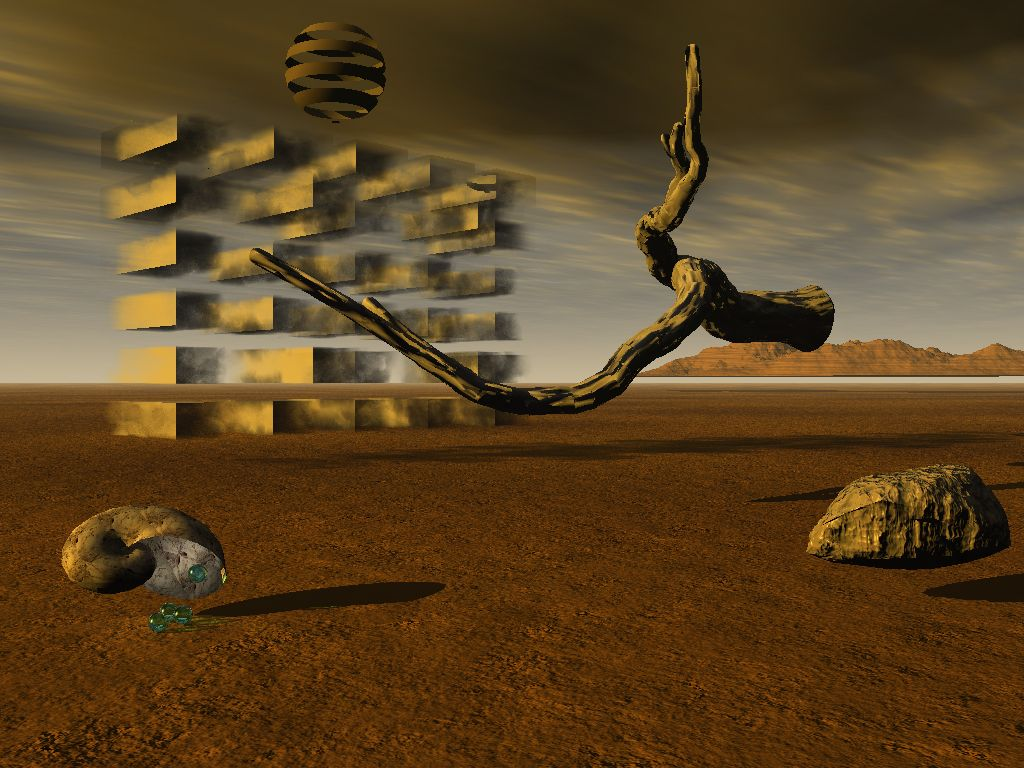
Omagiu, autor necunoscut, 2006
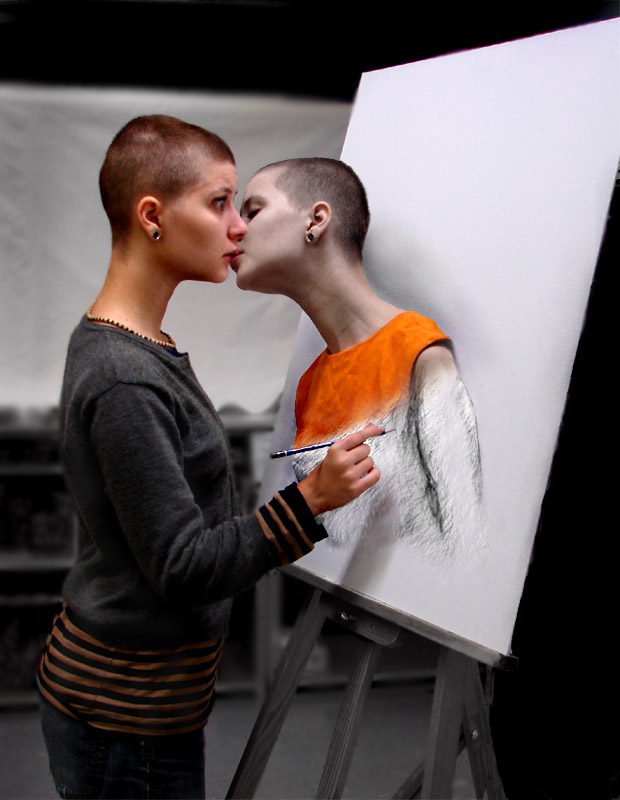
Muza de Patrick Shannon (modelul este Nina Longshadow), 2006
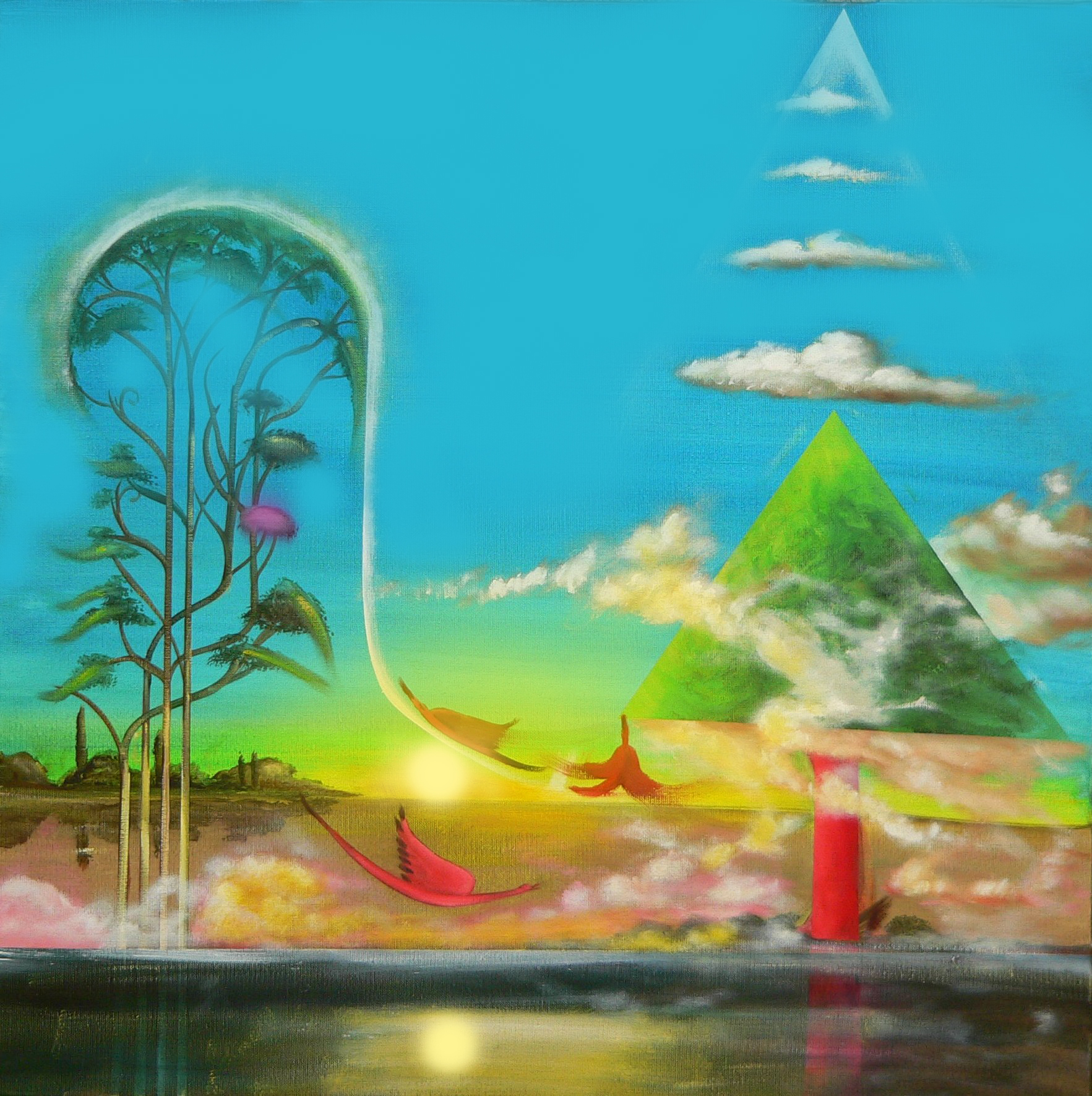
Paradisul de Salvatore Di Giovanna, 2008
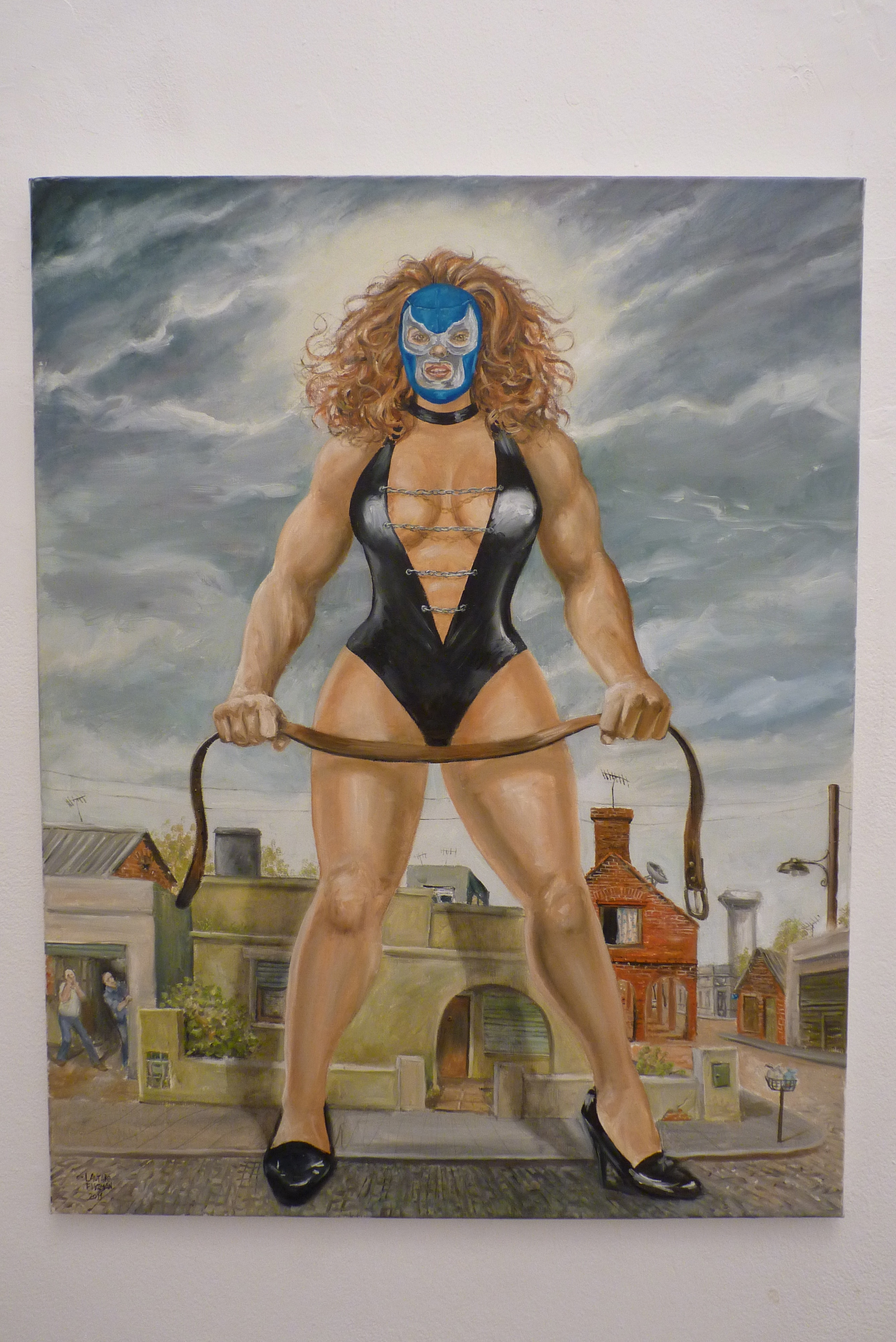
La giganta de Bauldelaire de Lautaro Fiszman (după un desen de Frank Vega), Buenos Aires, 2011
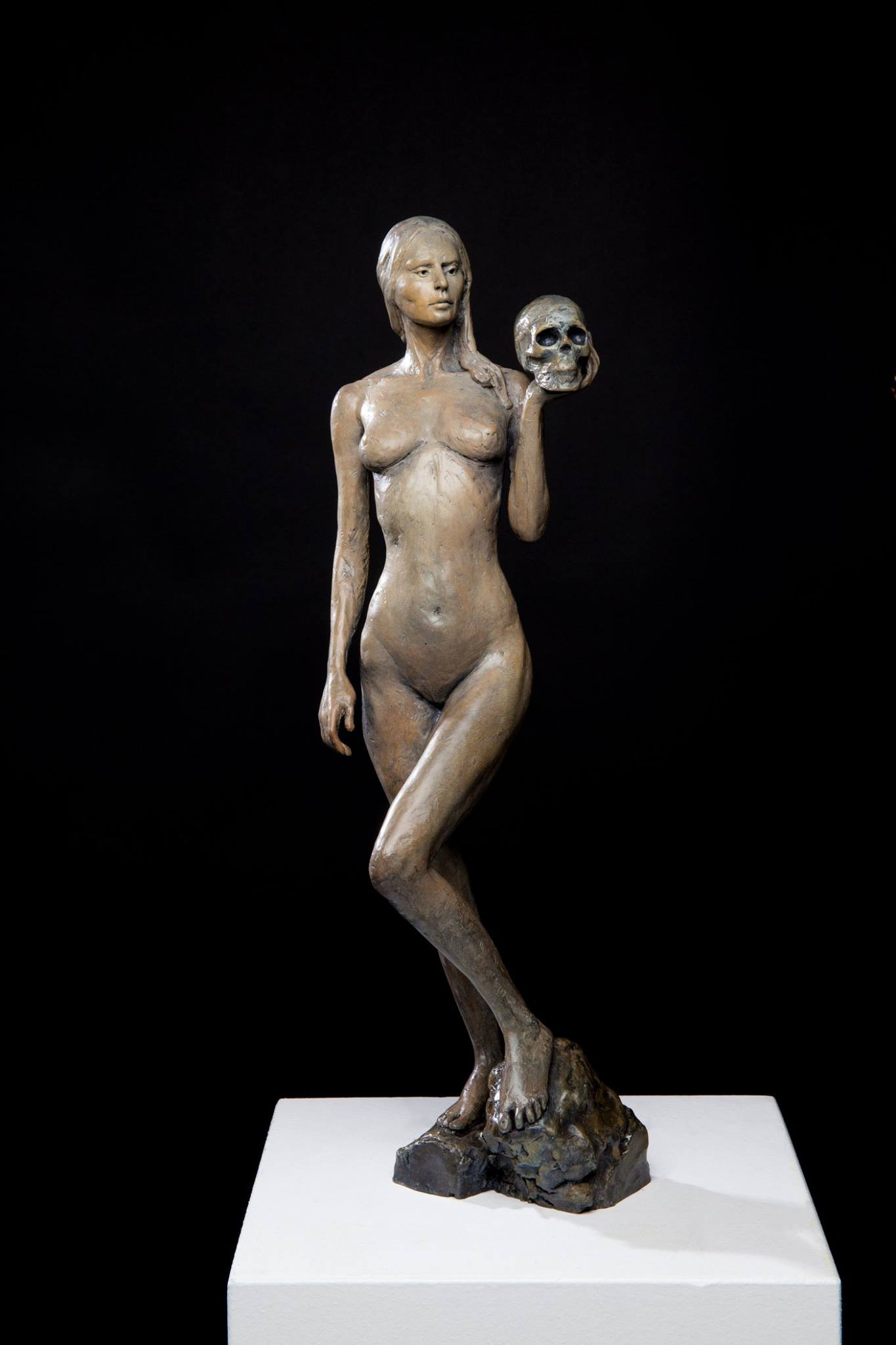
Eternul războinic de Oceana Rain Stuart, 2013
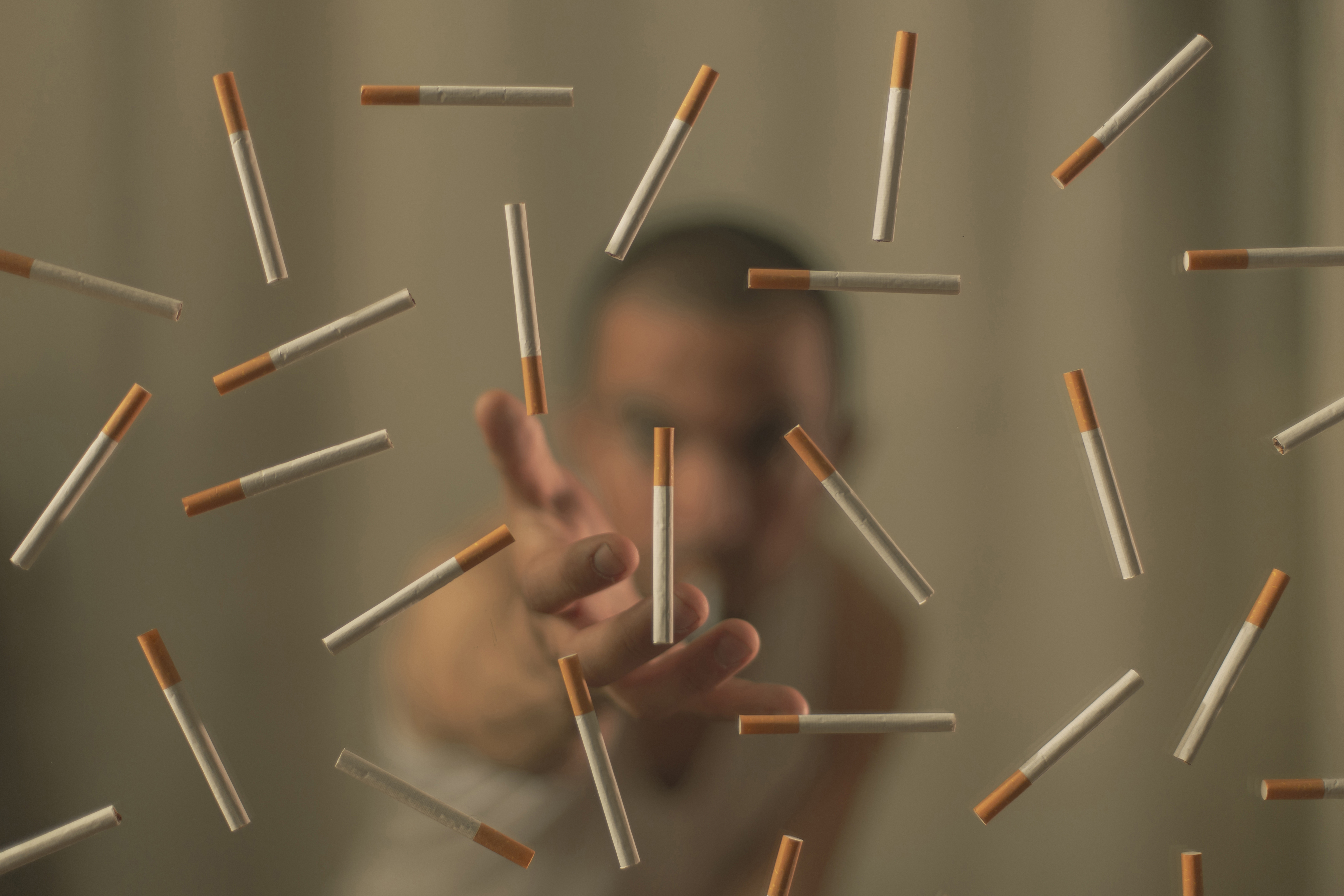
Afiș contra fumatului de Mosta Fameraji, 2020
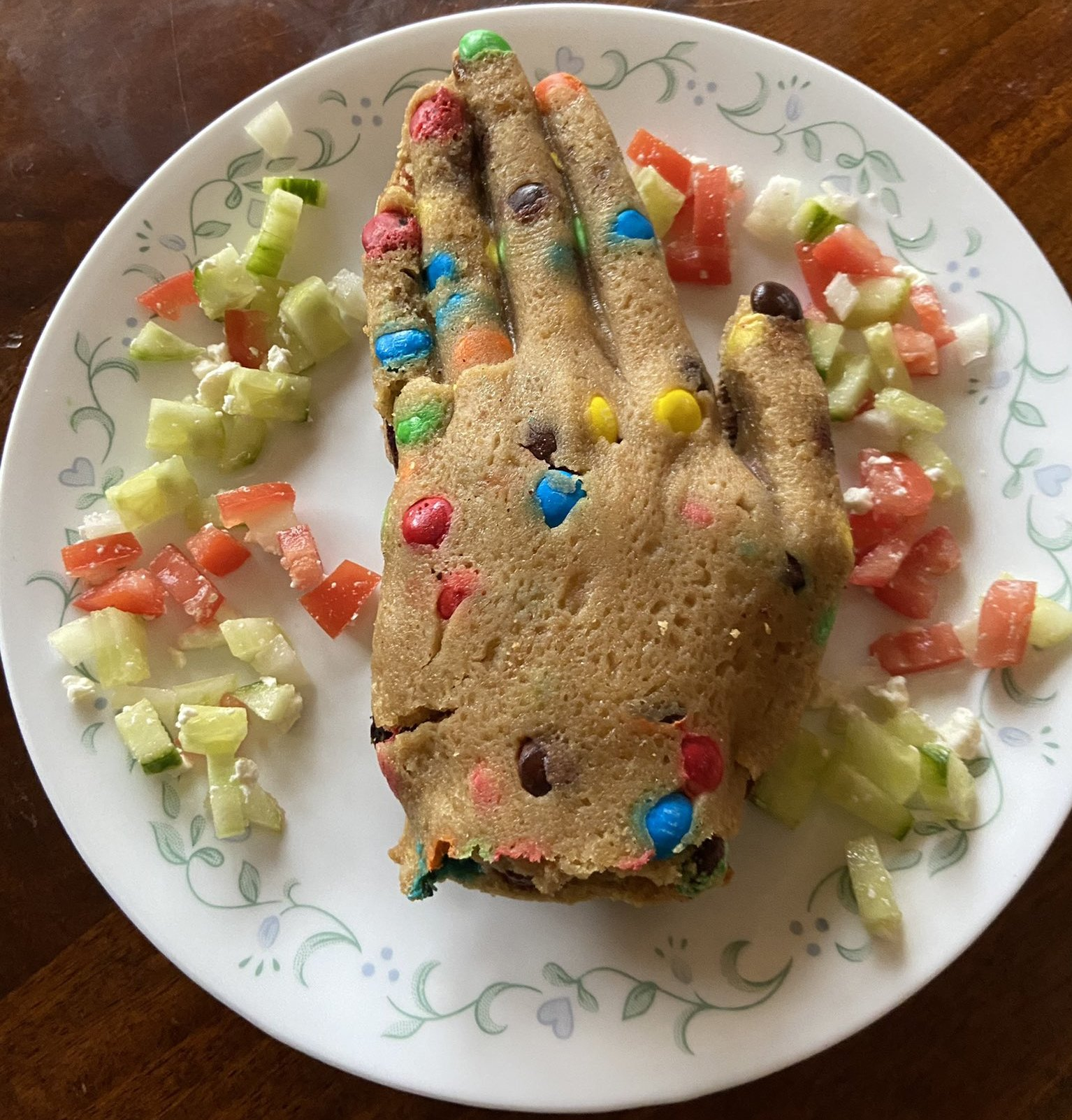
Mâna regelui de @thatfrood, 2021
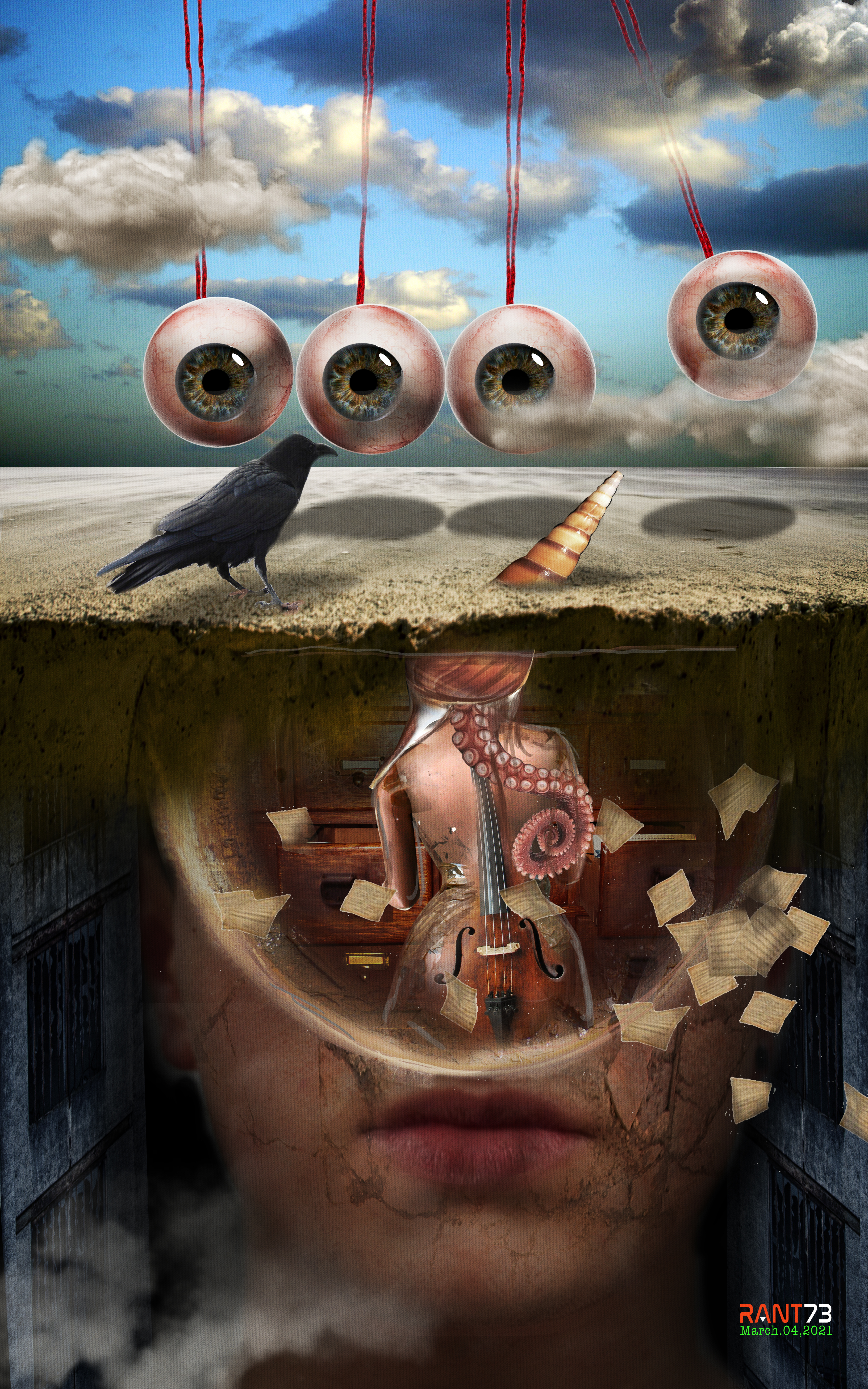
Pierderea memoriei de RANT 73 - Digital Art, 2021